# Li Weifeng
Li Weifeng (chinesisch 李玮锋, Pinyin Lǐ Wěifēng; * 1. Dezember 1978 in Changchun, Jilin) ist ein ehemaliger chinesischer Fußballspieler und seit dem 11. Oktober 2011 Rekordnationalspieler seines Landes.

## Karriere

### Verein
Li begann 1998 seine Karriere bei Shenzhen Shangqingyin. 2002 versuchte er sich kurzzeitig in Europa, als er vom FC Everton im Rahmen eines Sponsorvertrages mit der chinesischen Firma Keijan verpflichtet wurde. Hier konnte er sich jedoch nicht durchsetzen und kam nur auf einen Einsatz in der Premier League. 2003 kehrte er daher zurück nach China und ging wieder zu Shenzhen Shangqingyin. 2006 wechselte er zum Ligakonkurrenten Shanghai Shenhua.
2009 wurde er von dem südkoreanischen Vertreter Suwon Bluewings verpflichtet, dies macht Li zum ersten Chinesen in der K League Classic. Hier avancierte er aufgrund seiner konstant guten Leistungen zum Publikumsliebling und bekam den Spitznamen „Die große Mauer von China“. Von 2011 bis 2015 spielte er noch bei Tianjin Teda, anschließend beendete er seine Karriere.

### Nationalmannschaft
Li war chinesischer Nationalspieler. Er nahm an der Weltmeisterschaft 2002 teil. Im September 2006 flog der Mannschaftskapitän aus der Mannschaft, da er einen Mitspieler geschlagen hatte und dafür seine sechste Rote Karte innerhalb von 14 Monaten gesehen hatte. Er bestritt 112 Länderspiele, in denen ihm elf Tore gelangen. Beim bisher einzigen Aufeinandertreffen mit der deutschen Nationalelf am 12. Oktober 2005 verschuldete er den Elfmeter zum 1:0-Endstand für die deutsche Auswahl. Bei der Heim-Olympiade 2008 war Li Weifeng als Kapitän in Chinas Kader dabei.
Am 11. Oktober 2011 bestritt er beim WM-Qualifikationsspiel gegen den Irak sein 109. Länderspiel und stellte damit den Rekord von Hao Haidong ein, dessen offizielle A-Länderspiele von der FIFA am 10. Juni 2011 von 115 auf 109 reduziert wurden.

## Spielstil
Li galt als aggressiver, unnachgiebiger Abwehrspieler und wurde wegen seiner Dominanz bei Kopfbällen auch „Dàtóu“ (deutsch: „Großkopf“) genannt. Zudem schaltete er sich, wenn sich die Gelegenheit dazu bot, auch immer wieder in der Offensive ein.

## Kontroverse
Auch wenn Lis Qualität auf dem Platz weitestgehend unbestritten war, so bekam er aufgrund seiner verbalen und physischen Entgleisungen auch immer wieder Probleme. Beispielsweise griff er Keita Suzuki bei einer Partie gegen Japan an den Hals und bekam dafür eine gelbe Karte. 2008 wurde er nach einer Attacke gegen einen Spieler für acht Spiele gesperrt. Seine roten Karten, die sich nach 2008 zu häufen begannen, führten sogar dazu, dass er die Kapitänsbinde in der Nationalmannschaft abgeben musste.